# Brandon Ross
Brandon K. Ross (New Brunswick) is een Amerikaanse jazzgitarist.

## Biografie
Ross deed administratief werk voor Leroy Jenkins voordat hij in de tweede helft van de jaren 1970 speelde met Archie Shepp en Marion Brown. In de jaren 1980 werkte hij met Geri Allen, Charles Burnham en Oliver Lake in een ensemble en werkte hij ook met Butch Morris. Hij trad op met Wadada Leo Smith, Gene Lake, Marcus Rojas, John Lurie, Henry Threadgill, Don Byron, Cassandra Wilson en anderen.
In 1998 vormden Ross, bassist Melvin Gibbs en drummer JT Lewis het trio Harriet Tubman, dat vanaf 2019 concerten en platen blijft opnemen.

## Discografie
Met Cassandra Wilson
- 1993: Blue Light 'til Dawn (Blue Note Records)

Met Henry Threadgill
- 1995: Carry the Day (Columbia Records)